# Дальній (Ребріхинський район)
Да́льній (рос. Дальний) — селище у складі Ребріхинського району Алтайського краю, Росія. Входить до складу Зеленорощинської сільської ради.

## Населення
Населення — 99 осіб (2010; 100 у 2002).
Національний склад (станом на 2002 рік):
- росіяни — 89 %